# Hermannsberg (Landschaftsschutzgebiet)
Der Hermannsberg war ein 45 Hektar großes Landschaftsschutzgebiet auf dem Gebiet der Stadt Plochingen im Landkreis Esslingen in Baden-Württemberg. Es wurde am 18. Oktober 1937 mit der die Verordnung des Landratsamtes Esslingen zum Schutze von Landschaftsbestandteilen und von Landschaftsausschnitten gegen Verunstaltung auf Markung Plochingen ausgewiesen. Mit der Ausweisung des Landschaftsschutzgebiets Schurwaldrand Altbach-Plochingen-Reichenbach am 20. März 1987 wurde die Verordnung aufgehoben und das Landschaftsschutzgebiet in das neue Schutzgebiet integriert.
Es umfasste den Südhang des Hermannsbergs nördlich von Plochingen mit seinen aus ehemaligen Weinbergen hervorgegangenen Streuobstwiesen, die sich besonders durch viele alte Birnbäume auszeichneten.